# Rosmery Mamani Ventura
Rosmery Mamani Ventura (Cajiata, 27 de octubre de 1985) es una pintora boliviana. Su obra se caracteriza por el alto nivel de realismo y detalle que presenta.

## Biografía
Nació en la provincia Omasuyos, en la localidad de Cajiata a orillas del lago Titicaca, en el departamento de La Paz, donde vivió hasta 1998. Hija de Teresa Ventura y Enrique Mamani Achata, es una de los seis hijos de la familia.

A sus 14 años se trasladó a la ciudad de El Alto. Sobre el proceso de traslado de Cajiata a El Alto, Mamani menciona:        

Vine a trabajar de empleada doméstica, como toda muchacha de comunidad, y ese es un aspecto de mí que muchos no conocen.

Culminó sus estudios secundarios en la ciudad de El Alto. Tras haber iniciado estudios de Auditoría en la Universidad Pública de El Alto, UPEA, decidió en 2005 dejar esta carrera e iniciar su formación artística en la Escuela Municipal de las Artes de esta misma ciudad, terminando la carrera en 2009. Algunos de sus maestros fueron: Edgar Cruz Mariaca, Mario Careaga, Adamo Mollericón y Ricardo Pérez Alcalá.
Sobre su formación como artista, Mamani comenta:

Al principio no tenía ni un centavo, pinté mis primeros cuadros con Bs 2. En la Feria 16 de Julio compraba materiales reciclados, una tiza costaba 50 centavos, el papel de madera Bs 1 y con eso pinté mis primeros retratos.

## Obra
Es una de las más importantes exponentes de la técnica de la acuarela en Bolivia en el s. XXI. A pesar de que su técnica preferida es el pastel.

Es una técnica muy hermosa, sutil y delicada porque pintas con los dedos. Hay un contacto directo con el pigmento, hay otras sensaciones y una comunicación más cercana con el material. También es pulcro, a diferencia del óleo

Su obra se desarrolla además con las técnicas del óleo y témperas.
Su trabajo lo constituyen principalmente retratos de alto realismo, entre los que se encuentran retratos de personas aimaras y afrobolivianas. Los paisajes urbanos y rurales también se reflejan en su obra en menor medida, y generalmente como marco para retratos o como entorno de actividades cotidianas. Durante 2015 presentó al público una serie de objetos tridimensionales de técnica mixta, entre pintura y escultura en los que plasmó objetos cotidianos y situaciones imposibles.
La artista reconoce su admiración por Ricardo Pérez Alcalá, quien fuera su maestro, así como por la obra de pintores como Rembrandt, Lucian Freud, Andrew Wyeth, Mary Cassatt, Felipe Santamans, Vicente Romero, Alyssa Monks y Remedios Varo.
Fue nombrada como parte del jurado del concurso de pintura Osvaldo  Sánchez Terrazas en 2018.

## Premios y distinciones
Algunas distinciones que la artista ha recibido son:
- Premio nacional de dibujo "El Valor del Dibujo", Fundación Fernando Montes Peñaranda, La Paz, 2008.
- Mención de Honor, concurso "Salón de Invierno", Cochabamba, 2009.
- Primer Premio Nacional, Concurso del "Salón Municipal 14 de Septiembre, Arte Joven", Cochabamba, 2009.
- Primer Premio de dibujo y grabado, concurso "Salón Municipal de Artes Plásticas, Pedro Domingo Murillo en La Paz, 2009
- Premio único, concurso "Octubre Negro", categoría egresados de la ciudad de El Alto, 2010
- Primer premio en pintura en el concurso "Cambio Climático y Seguridad Alimentaria, La Paz, 2010.
- Segundo premio internacional "Bice Bugatti-Giovanni Segantini 2011", en Nova Milanese, Italia,2011
- Segundo premio, categoría retrato, I certamen de la exposición virtual de pintura al pastel, Asociación de Pinturas Pastelistas de España (ASPAS), España, 2012.
- Primer lugar en la "II Exposición virtual de realismo", España, 2013.
- Primer lugar II Bienal Internacional de Oviedo", España, 2013.

## Exposiciones
- La Maison, París, 2010